# ...Счастья в личной жизни!
„...Счастья в личной жизни!“ е осмият студиен албум на руската певица Алла Пугачова. Издаден е в СССР от фирма „Мелодия“ през февруари 1986 г.
Този албум се състои изцяло от песни, написани от композитора Игор Николаев. Николаев леко промени стила на изпълнение на певицата, направи го по-модерен и интересен за публиката. Общата цифра на продажбите на албума е почти 2 000 000 копия. Това е първият голям авторски запис по това време на младия композитор Игор Николаев. В подкрепа на албума бяха издадени синглите „Паромщик“ и „Две звезды“.
През 1987 г. във Финландия е публикувано местно издание на записа, озаглавено Paromshik.

## Списък на песните
Цялата музика е написана от Игор Николаев.
| 1. | Сто друзей                   | Павел Жагун      | 3:35 |
| 2. | Желаю счастья в личной жизни | Павел Жагун      | 4:05 |
| 3. | Паромщик                     | Николай Зиновиев | 3:37 |
| 4. | Балет                        | Иля Резник       | 4:27 |

| 5. | Прости, поверь                      | Игор Николаев | 3:50 |
| 6. | Балалайка                           | Михаил Танич  | 3:52 |
| 7. | Стеклянные цветы                    | Павел Жагун   | 3:50 |
| 8. | Две звезды (дует с Владимир Кузмин) | Игор Николаев | 3:57 |